# Cortes de Tortosa (1225)
Las Cortes de Tortosa fueron convocadas por primera vez en abril de 1225, en la comarca tarragonesa de Tortosa por el rey Jaime I de Aragón para tratar la reconquista de las tierras musulmanas al sur de su reino. Su importancia jurídica radica en que fueron parte del periodo de nacimiento de una nación, así como de la formación y expansión de un Estado entre 785 y 1412. A pesar de que anteriormente durante el reinado de Alfonso VIII en 1169 ya se habían celebrado unas cortes en Burgos, la primera referencia en España de uso del término «corte» aparece registrada en la documentación de los ordenamientos de esta asamblea bajo el nombre catalán de corts. Una de las imposiciones que Jaime aprobó en ellas, fue el pago al obispo de 120 sueldos en moneda de duplo a todos aquellos que quebrasen el tratado de paz y tregua.